# Episodi de Le avventure del giovane Indiana Jones (seconda stagione)
La seconda stagione della serie televisiva Le avventure del giovane Indiana Jones fu trasmessa sulla ABC a partire dal 21 settembre 1992. Gli episodi Il mistero del blues, New York, giugno 1920 e Il treno fantasma sono di durata doppia. Quando la serie fu cancellata, gli ultimi quattro episodi restarono inediti negli Stati Uniti. L'edizione italiana venne trasmessa su Raiuno dall'11 maggio 1993, senza rispettare l'ordine originale degli episodi. Dieci episodi furono trasmessi in prima serata fino al 15 giugno, mentre gli altri andarono in onda dal 23 dicembre 1993 al 7 gennaio 1994 nel programma Uno per tutti.
| nº | Titolo originale                                  | Titolo italiano          | Prima TV USA      | Prima TV Italia |
| -- | ------------------------------------------------- | ------------------------ | ----------------- | --------------- |
| 1  | Austria, March 1917                               | Austria, marzo 1917      | 21 settembre 1992 | 11 maggio 1993  |
| 2  | Somme, Early August 1916                          | Somme 1916               | 28 settembre 1992 | 18 maggio 1993  |
| 3  | Germany, Mid-August 1916                          | Germania 1916            | 5 ottobre 1992    | 18 maggio 1993  |
| 4  | Barcelona, May 1917                               | Barcellona 1917          | 12 ottobre 1992   | 1º giugno 1993  |
| 5  | Young Indiana Jones and the Mystery of the Blues  | Il mistero del blues     | 13 marzo 1993     |                 |
| 6  | Princeton, February 1916                          | Princeton 1916           | 20 marzo 1993     |                 |
| 7  | Petrograd, July 1917                              | Pietrogrado, luglio 1917 | 27 marzo 1993     | 11 maggio 1993  |
| 8  | Young Indiana Jones and the Scandal of 1920       | New York, giugno 1920    | 3 aprile 1993     |                 |
| 9  | Vienna, November 1908                             | Vienna 1908              | 10 aprile 1993    | 15 giugno 1993  |
| 10 | Northern Italy, June 1918                         | Nord Italia 1918         | 17 aprile 1993    |                 |
| 11 | Young Indiana Jones and the Phantom Train of Doom | Il treno fantasma        | 5 giugno 1993     |                 |
| 12 | Ireland, April 1916                               | Irlanda 1916             | 12 giugno 1993    |                 |
| 13 | Paris, September 1908                             | Parigi 1908              | 19 giugno 1993    | 1º giugno 1993  |
| 14 | Peking, March 1910                                | Pechino 1910             | 26 giugno 1993    | 8 giugno 1993   |
| 15 | Benares, January 1910                             | Benares 1910             | 3 luglio 1993     | 8 giugno 1993   |
| 16 | Paris, October 1916                               | Parigi 1916              | 10 luglio 1993    | 25 maggio 1993  |
| 17 | Istanbul, September 1918                          | Istanbul 1918            | 17 luglio 1993    |                 |
| 18 | Paris, May 1919                                   | Parigi 1919              | 24 luglio 1993    |                 |
| 19 | Florence, May 1908                                | Firenze 1908             | Inedito           |                 |
| 20 | Prague, August 1917                               | Praga 1917               | Inedito           |                 |
| 21 | Palestine, October 1917                           | Palestina, ottobre 1917  | Inedito           |                 |
| 22 | Transylvania, January 1918                        | Transilvania 1918        | Inedito           |                 |

## Austria, marzo 1917
- Titolo originale: Austria, March 1917
- Diretto da: Vic Armstrong
- Scritto da: Frank Darabont

### Trama
Indy accompagna dei reali asburgici in una pericolosa missione diplomatica attraverso l'Europa controllata dal nemico fino al palazzo dell'imperatore Carlo I d'Austria. Mettendo in pericolo la sua vita e quella dei reali, Indy scommette tutto nel disperato tentativo di porre fine alla guerra più rapidamente.
- Altri interpreti: Benedict Taylor (Sisto di Borbone-Parma), Matthew Wait (Saverio di Borbone-Parma), Christopher Lee (Ottokar Czernin), Patrick Ryecart (Carlo I d'Austria), Jennifer Ehle (Zita di Borbone-Parma), Joss Ackland (il Prussiano)

## Somme 1916
- Titolo originale: Somme, Early August 1916
- Diretto da: Simon Wincer
- Scritto da: Jonathan Hensleigh

### Trama
All'unità di Indy (che è l'ufficiale di rango più alto ancora vivo) viene assegnato un comandante francese ad interim, il tenente Moreau, e gli viene ordinato di prendere un castello in cima a una collina, cosa che fanno con solo tredici sopravvissuti. I tedeschi però contrattaccano, la collina viene persa e Indy viene catturato.
- Altri interpreti: Jason Flemyng (Emile), Richard Ridings (Andre), Simon Hepworth (Tutu), Jonathan Phillips (Jacques)

## Germania 1916
- Titolo originale: Germany, Mid-August 1916
- Diretto da: Simon Wincer
- Scritto da: Jonathan Hensleigh

### Trama
Indy viene mandato in un campo di prigionia. Quello stesso giorno, si unisce a una banda di detenuti in un tentativo di evasione, che però fallisce. Indy viene trasferito in un carcere di massima sicurezza in un castello tedesco. Lì incontra Charles de Gaulle, anche lui catturato più volte mentre cercava di scappare. I due pianificano un'altra evasione dalla prigione, ma solo Indy riesce a fuggire.
- Altri interpreti: Jason Flemyng (Emile), Yves Beneyton (Benet), Hervé Pauchon (Charles de Gaulle)

## Barcellona 1917
- Titolo originale: Barcelona, May 1917
- Diretto da: Terry Jones
- Scritto da: Gavin Scott

### Trama
Indy si unisce a un trio internazionale di spie che complottano contro le loro controparti tedesche nella città neutrale di Barcellona. Dopo che la sua vecchia conoscenza Pablo Picasso lo ha aiutato a trovare un lavoro ai Balletti russi, Indy escogita un piano per falsificare una lettera d'amore scritta dall'addetto culturale tedesco per far sembrare che l'uomo avesse una relazione con la contessa di Toledo.
- Altri interpreti: Amanda Ooms (Nadia Kamenevsky), Timothy Spall (Cunningham), Kenneth Cranham (colonnello Schmidt), Harry Enfield (chauffeur), Terry Jones (Marcello) William Hootkins (Sergej Pavlovič Djagilev), Liz Smith (Delfina)

## Il mistero del blues
- Titolo originale: Young Indiana Jones and the Mystery of the Blues
- Diretto da: Carl Schultz
- Scritto da: Jule Selbo

### Trama
Wyoming, 1950. Un Indiana Jones di mezza età è in fuga da degli scagnozzi che vogliono rubargli una sacra reliquia indiana. Intrappolato dalla neve all'interno di una capanna, Indy scopre una reliquia del suo passato: un sassofono soprano. Suonare alcune note gli riporta alla memoria la Chicago del 1920, un'epoca di proibizionismo, bar clandestini e jazz.
Indy lavora come cameriere nel ristorante di Big Jim Colosimo, e trascorre le pause ammirando la house band capitanata da Sidney Bechet. Indy va matto per il jazz, e sgattaiola fuori dall'Università di Chicago di notte con il suo compagno di dormitorio Eliot Ness per ascoltare jazz nei club della città. Sidney accetta di insegnargli i fondamentali, e mentre li impara Indy vede anche in prima persona le spesso feroci divisioni razziali di Chicago. Poi, una mattina, Colosimo viene ucciso nel suo ristorante. Indy ed Eliot, insieme all'amico giornalista di Indy, Ernest Hemingway, sono determinati a scoprire la verità.
- Altri interpreti: Harrison Ford (Indiana Jones nel 1950), Jeffrey Wright (Sidney Bechet), Jay Underwood (Ernest Hemingway), Keith David (King Oliver), Ray Serra (Big Jim Colosimo)

## Princeton 1916
- Titolo originale: Princeton, February 1916
- Diretto da: Joe Johnston
- Scritto da: Matthew Jacobs

### Trama
Indy studia alle superiori e vive con suo padre a Princeton, lavorando come gelataio. La spring break si sta avvicinando rapidamente e tutto ciò a cui Indy riesce a pensare è portare la sua ragazza Nancy (figlia dello scrittore Edward Stratemeyer) al ballo di fine anno in una nuova Bugatti. È impossibile ottenere parti per il motore straniero dell'auto, ma un favore di un professore che lavora nel laboratorio di Thomas Edison aumenta le sue speranze. I suoi piani vengono deviati quando una misteriosa irruzione, il furto di un motore elettrico e le voci di spie tedesche portano a un mistero che solo Indy e Nancy possono svelare.
- Altri interpreti: Robyn Lively (Nancy Stratemeyer), Mark L. Taylor (John Thompson), Clark Gregg (Dickinson), James Handy (Frank Brady)

## Pietrogrado, luglio 1917
- Titolo originale: Petrograd, July 1917
- Diretto da: Simon Wincer
- Scritto da: Gavin Scott

### Trama
Nella Russia dominata dal caos, Indy scopre che il suo lavoro di spionaggio minaccia ancora una volta delle vite quando si infiltra in un gruppo di giovani bolscevichi e inizia a simpatizzare con la loro difficile situazione. Mentre il paese vacilla verso la rivoluzione, Indy si trova combattuto tra la lealtà verso i suoi amici e il suo dovere militare.
- Altri interpreti: Julia Stemberger (Rosa), Jean-Pierre Cassel (ambasciatore), Beata Pozniak (Irina), Ravil Isyanov (Sergei), Gary Olsen (Boris), Roger Sloman (Lenin)

## New York, giugno 1920
- Titolo originale: Young Indiana Jones and the Scandal of 1920
- Diretto da: Syd Macartney
- Scritto da: Jonathan Hales

### Trama
Il ventenne Indy va a New York e lavora in teatro, incontrando George Gershwin e altri compositori di Tin Pan Alley mentre cerca di uscire con tre donne contemporaneamente.
- Altri interpreti: Alexandra Powers (Gloria Schuyler), Anne Heche (Kate Rivers), Jennifer Stevens (Peggy Peabody), Christopher John Fields (George White), Tom Beckett (George Gershwin)

## Vienna 1908
- Titolo originale: Vienna, November 1908
- Diretto da: Bille August
- Scritto da: Matthew Jacobs

### Trama
Indy si innamora della principessa Sophie von Hohenberg, figlia dell'arciduca Francesco Ferdinando d'Austria-Este. I suoi sforzi per trascorrere del tempo con lei rischiano di portare la famiglia Jones nel mezzo di un incidente diplomatico. Affranto, Indy chiede consiglio agli stimati membri della prima conferenza psicoanalitica al mondo, ma le parole di saggezza offerte da Sigmund Freud, Carl Gustav Jung e Alfred Adler gli sono di scarso aiuto. Nonostante la giovane età, Indy mostra la sua tipica tenacia e impulsività assaltando il palazzo custodito per fare a Sophie un regalo d'addio.
- Altri interpreti: Lennart Hjulström (Francesco Ferdinando), Ernst-Hugo Järegård (Carl Jung), Björn Granath (Alfred Adler), Amalie Ihle Alstrup (Sophie von Hohenberg), Max von Sydow (Sigmund Freud)

## Nord Italia 1918
- Titolo originale: Northern Italy, June 1918
- Diretto da: Bille August
- Scritto da: Jonathan Hales

### Trama
Indy è sotto copertura nelle Alpi italiane, suscitando malcontento e diserzione tra i ranghi austriaci. Ma è distratto, infatuato da una bella ragazza del paese di nome Giulietta. Mentre Indy è in battaglia, un altro uomo inizia a corteggiarla con doni più grandi e segni di affetto più ampi. Sconvolto, Indy chiede consiglio a un autista di ambulanze americano, Ernest Hemingway. Fanno rapidamente amicizia, ma il loro rapporto si incrina quando si rendono conto che stanno gareggiando per lo stesso obiettivo.
- Altri interpreti: Jay Underwood (Ernest Hemingway), Veronika Logan (Giulietta), Pernilla August (madre di Giulietta)

## Il treno fantasma
- Titolo originale: Young Indiana Jones and the Phantom Train of Doom
- Diretto da: Peter MacDonald
- Scritto da: Frank Darabont

### Trama
A Indy viene ordinato di localizzare e distruggere un potente cannone d'artiglieria tedesco che è misteriosamente in grado di apparire e scomparire a piacimento, lasciando dietro di sé morte e distruzione. Ad assisterlo c'è un pittoresco gruppo di soldati soprannominati "I vecchi audaci" per via della loro vecchiaia e del loro coraggio spericolato. La loro missione li porta in un pericoloso viaggio attraverso il veld controllato dai tedeschi su carovane e mongolfiere. Superando ogni sorta di ostacolo presentato dal nemico, dalla sua stessa parte e dall'aspro terreno africano, Indy segue incessantemente le tracce del mega-cannone fino alle viscere di un nascondiglio segreto di montagna, dove progetta di far esplodere il "treno fantasma" che trasporta il cannone.
- Altri interpreti: Lynsey Baxter (Margarete Trappe), Tom Bell (Paul Emil von Lettow-Vorbeck), Ronald Fraser (Donald Parks), Paul Freeman (Frederick Selous), Freddie Jones (Birdy Soames), Norman Rodway (Jan Smuts)

## Irlanda 1916
- Titolo originale: Ireland, April 1916
- Diretto da: Gillies MacKinnon
- Scritto da: Jonathan Hales

### Trama
Con il suo amico Remy, Indy intende arruolarsi nell'esercito belga. La loro nave, però, si ferma prima in Irlanda, dove devono accettare lavori saltuari per guadagnare i soldi per la tappa successiva del loro viaggio. Indy lavora come barista in un pub frequentato dal drammaturgo in difficoltà Seán O'Casey, che sta cercando disperatamente di rappresentare una nuova identità irlandese attraverso il dramma del palcoscenico, anche se la vecchia guardia incarnata da W. B. Yates ha idee diverse. Indy adotta invece le sembianze di un americano "ricco" per impressionare una ragazza irlandese di nome Maggie (mentre suo fratello, Seán Lemass, lo tiene d'occhio). La lotta per l'identità dell'Irlanda provoca uno sconvolgimento sotto forma della sanguinosa Rivolta di Pasqua, che scoppia prima che Indy possa partire per Londra.
- Altri interpreti: John Lynch (Seán O'Casey), Shane Connaughton (W. B. Yeats), Darragh Kelly (Seán Lemass), Susannah Doyle (Maggie Lemass), Nell Murphy (Nuala)

## Parigi 1908
- Titolo originale: Paris, September 1908
- Diretto da: René Manzor
- Scritto da: Reg Gadney

### Trama
Indy si reca a Parigi per studiare i nuovi movimenti che rimodellano radicalmente la scena artistica. Mentre il Louvre offre tutti i tipi di classici seri, i "veri" artisti possono essere trovati a vivere in alcuni degli angoli più squallidi e pieni di pericoli di Parigi. Un giovane Norman Rockwell porta Indy in un caffè bohémien a Montmartre, dove vedono l'artista dalla testa calda Pablo Picasso scontrarsi con un anziano Edgar Degas. Picasso è determinato a dimostrare a Degas di poter dipingere come lui, e di non stare distruggendo la scena artistica come sostiene la vecchia guardia.
- Altri interpreti: Danny Webb (Pablo Picasso), Jean-Pierre Aumont (Edgar Degas), Lukas Haas (Norman Rockwell)

## Pechino 1910
- Titolo originale: Peking, March 1910
- Diretto da: Gavin Millar
- Scritto da: Rosemary Anne Sisson

### Trama
A Pechino, Indy, Anna e miss Seymour visitano la Grande muraglia cinese. Viaggiando nell'entroterra, Indy si ammala e Anna cerca disperatamente di aiutarlo. Una povera famiglia cinese accoglie i viaggiatori e Anna si ritrova a doversi fidare di nuove usanze e pratiche mediche stranamente sconosciute – del tipo eseguito dal dottor Wen Ch-Iu – per salvare Indy dalla sua grave malattia.
- Altri interpreti: Ping Wu (Li Shung Sui), Nigel Fan (Ah Pin)

## Benares 1910
- Titolo originale: Benares, January 1910
- Diretto da: Deepa Mehta
- Scritto da: Jonathan Hensleigh

### Trama
A Benares, le religioni più importanti del mondo si riuniscono vicino alle rive del Gange. Indy è lì, dando uno sguardo di prima mano alle principali fedi con la guida di Jiddu Krishnamurti, un ragazzo scelto dal movimento teosofista e proclamato come il prossimo messia. Non tutti credono a un'affermazione così pesante, men che meno miss Seymour, che nutre dubbi sui teosofi, in particolare sui loro ospiti Annie Besant e Charles Webster Leadbeater. Le indagini di Helen le forniscono una lezione su scetticismo, tolleranza e preconcetti, mentre Indy è testimone del divino attraverso le lenti di molte fedi diverse.
- Altri interpreti: John Wood (Charles Webster Leadbeater), Dorothy Tutin (Annie Besant), Hemanth Rao (Jiddu Krishnamurti)

## Parigi 1916
- Titolo originale: Paris, October 1916
- Diretto da: Nicolas Roeg
- Scritto da: Carrie Fisher

### Trama
Indy si prende una pausa dai suoi doveri di corriere e si reca a Parigi in licenza con Remy. I due hanno in programma di cercare ragazze, ma Indy viene distratto quando deve fare visita a un amico di famiglia e trascorrere del tempo a una cena soffocante. Lì, però, incontra la bellissima tentatrice Mata Hari. L'attrazione è istantanea e Indy inizia con lei una torrida storia d'amore. Ma in tutto questo, Indy riceve una lezione illuminante sull'onestà e l'autoinganno, e scopre che la donna si sta vedendo anche con molti altri uomini, in particolare il ministro della Guerra francese. Oltre ad essere infedele, Mata Hari è sospettata di essere una spia.
- Altri interpreti: Domiziana Giordano (Mata Hari), Kenneth Haigh (Ministro della guerra), Ian McDiarmid (Jacques Levi), Jacqueline Pearce (Annabelle Levi), Sheila Burrell (signora), Maria Charles (signora)

## Istanbul 1918
- Titolo originale: Istanbul, September 1918
- Diretto da: Mike Newell
- Scritto da: Rosemary Anne Sisson

### Trama
Indy si fidanza con Molly Walder, una donna americana che lavora in un orfanotrofio a Istanbul. Il ragazzo però si sta spacciando per un giornalista svedese dell'agenzia di stampa balcanica di nome Nils Anderson, e Molly non ha idea che sia lì in missione per conto dell'intelligence francese per offrire a Mustafa Kemal una pace separata tra Francia e Turchia. "Il Lupo", un agente che fa il doppio gioco, lavora per impedirlo ad ogni costo.
- Altri interpreti: Katherine Butler (Molly Walder), Peter Firth (Stefan), Ahmet Levendoğlu (Mustafa Kemal)

## Firenze 1908
- Titolo originale: Florence, May 1908
- Diretto da: Mike Newell
- Scritto da: Jule Selbo

### Trama
A Firenze, gli studi di Indy si rivolgono alla fisica e alle leggi del magnetismo e dell'attrazione. Anna riceve invece delle attenzioni dall'appassionato Giacomo Puccini. Il compositore d'opera approfitta della prolungata assenza del professor Jones per sedurre Anna, mostrandole i panorami mozzafiato dell'Italia. Il cuore di Anna si agita e le sue convinzioni vacillano, il tutto sotto lo sguardo accusatore del giovane Indy che sente che sta accadendo qualcosa di terribile.
- Altri interpreti: Georges Corraface (Giacomo Puccini)